# Domdidier
Domdidier es una comuna suiza del cantón de Friburgo, situada en el distrito de Broye. Limita al noroeste con la comuna de Saint-Aubin, al noreste y este con Avenches (VD), al sureste con Léchelles, sur con Russy, al oeste con Dompierre, y al noroeste con Missy (VD).

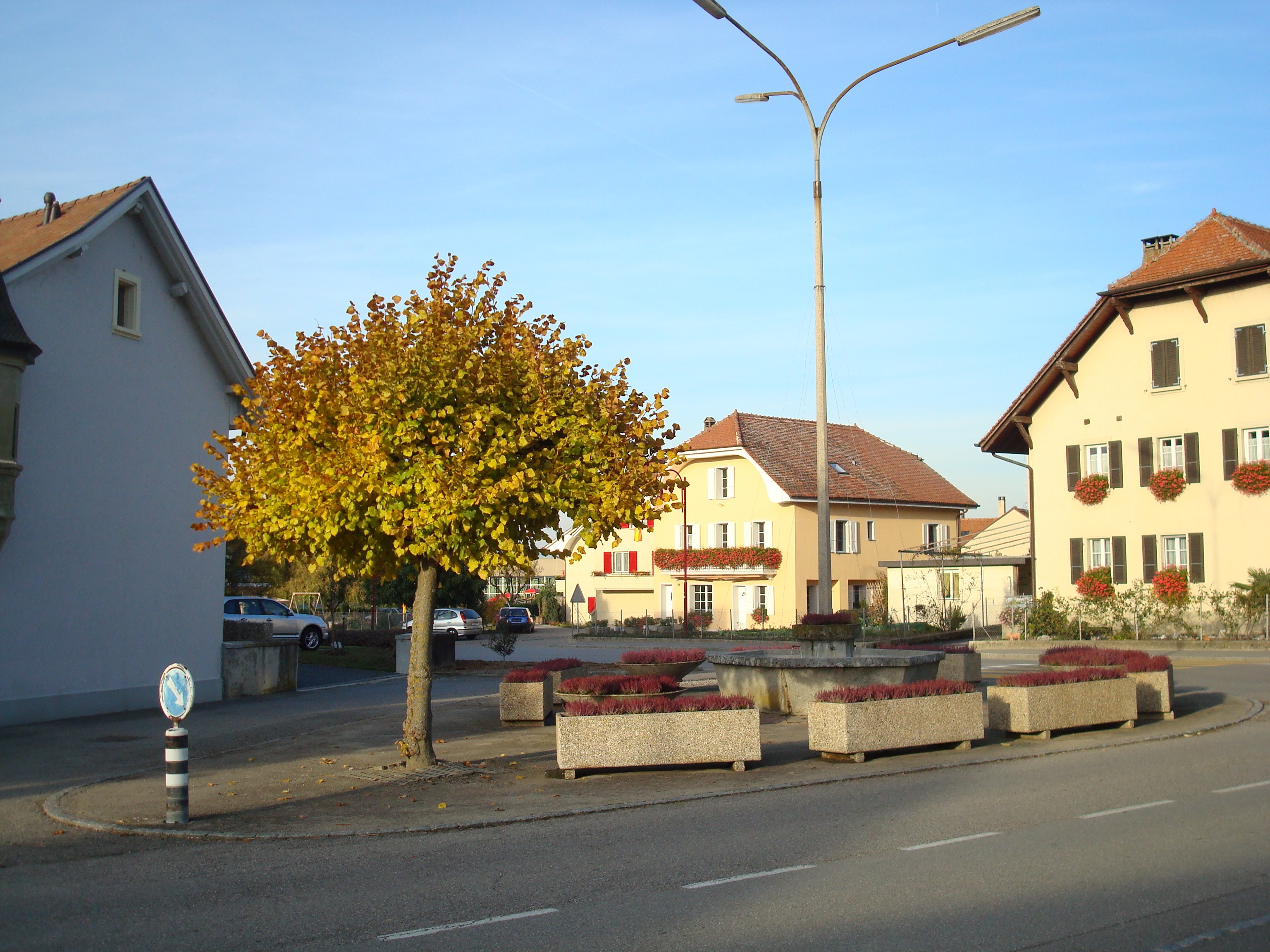
Domdidier.